# 名曲ラジオアワー
『名曲ラジオアワー』（めいきょくラジオアワー'）は、ラジオ関西で2005年10月9日より放送開始した毎週週末に放送されている夜の生放送の音楽番組である。
ラジオ関西は神戸放送（ラジオ神戸）として放送を開始した1952年の12月25日に日本で初めての電話リクエストによる音楽番組を行って以来、洋楽（ジャズ、ポップスなど）の番組を多数放送し、電話リクエスト番組は同局の看板番組として親しまれてきた。
この番組は前年度（2004年度のシーズンオフ）に放送された「ラジオ関西クラシックス」と同じように、特に電話リクエスト全盛の1950年代-1970年代の楽曲を中心に、電リクを担当した三浦紘朗、加藤逸子が当時のエピソードやリスナーからの思い出の葉書などを交えながら選曲していく本格的な洋楽専門番組である。なお選曲に際してはリスナーの葉書も参考材料にする場合もある。

## 放送時間遍歴
- 2005年10月-12月　毎週日曜日20:00-21:30
- 2006年1月-3月　同上20:00-21:50
- 2006年4月-9月　同上21:00-21:50
- 2006年10月-3月　毎週土曜日19:30-21:30（3月31日は諸事情により20:30までの縮小版となる。）
- 2007年4月-9月　巨人対阪神戦ナイターのない毎週日曜日19:00-21:20（巨人対阪神戦ナイターのある日は休止　初回は4月15日）
- 2007年10月-2008年3月　毎週日曜日20:00-21:20（2005年オフよりネットの「ラジオふるさと便」の2007年シーズンスタートに伴い60分縮小。）
- 2008年4月-9月　毎週日曜日19:00-21:20（時々放送がなかったこともあった。）
- 2008年10月で一旦終了し、三浦の単独パーソナリティになり、番組名も「名曲ラジオ 三浦紘朗です」となる。

※特別番組などにより短縮される場合がある。大抵は20時から50分間というケースも多いが、特番の尺によっては休止となるケースもまれにある。しかし2008年2月24日から3月23日は5週連続して特別番組がこの時間帯集中して放送されてしまうため休止となってしまった。

## 特別版
- 2006年9月16日、2007年9月15日10:05-13:00に「兵庫県国民年金基金Presents 名曲ラジオアワースペシャル・ラジオ関西電リクアゲイン」というテーマでの特別番組が企画された。

この日は三連休の初日であったので、中京競馬場（2006年）、阪神競馬場（2007年）の競馬開催が月曜日に変更されたので、ラジオ関西 パーフェクト競馬!のレギュラー放送が休止（ただし15時から1時間だけ、他場レースは放送された）されたからである。

## 関連番組
- ホットジャズライン
- 神戸ジャズタイム
- 神戸洋楽物語